# Масове вбивство у Скленому
Масове вбивство у Глазергау (нині селище має словацьку назву Склене, до 1927 р.: Склено, Склене) сталося 21 вересня 1944 р. під час Словацького національного повстання. Коли партизанські загони зайняли село, 187 чоловіків — німецькомовних жителів села були розстріляні. Партизани належали до 3-ї роти 8-го відділу 1-ї чехословацької партизанської бригади. Вони були витіснені у селище 20 вересня та діяли за усним розпорядженням командира — радянського інструктора Леоніда Миколайовича Славкіна (нар. 1916 у Владивостоці, пом. 1971 р. у Запоріжжі).

## Перебіг подій
Усі німецькі чоловіки села віком від 16 до 60 років повинні були прибути на сільську площу за наказом словацьких партизанів вранці з лопатами, нібито на роботу. Потім групу привели до залізничної станції та завантажили у кілька вагонів. Поїздом їх вивезли на тупикову гілку за два кілометри від села. Близько 25 чоловіків були виведені першими, і вони повинні були викопати яму в сусідньому лісі: 8 м завдовжки, 1,50 м завширшки і трохи менше 60 см глибиною. Після цього їх загнали в яму і вбили кулеметами.

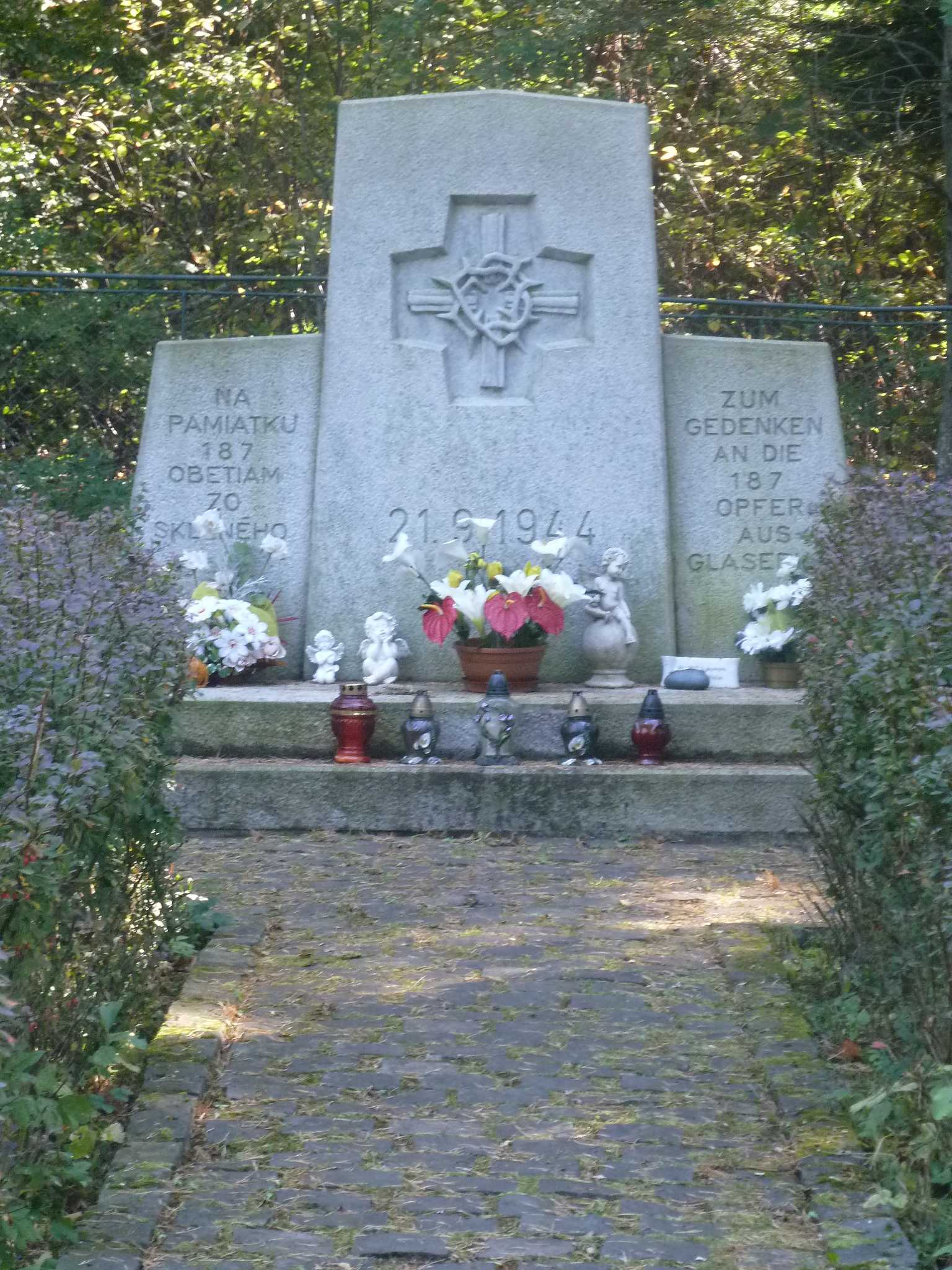
Братська могила та меморіал

Після цього більшість інших чоловіків були розстріляні, лише небагатьом вдалося втекти в ліс. Розстріляні кілька днів лежали на відкритому повітрі та були поховані родичами у братській могилі на краю лісу після відходу партизанів.

## Вцілілі
Розстріл розпочався із тих, хто був в останньому вагоні. Завдяки вчителю Йозефу Стріцу, який ризикував своїм життям, вдалося вчасно відвезти 63 особи з першого вагону до місцевості Словенська Лупча (Windisch Liptsch) і таким чином врятувати віл розстрілу. Їхні сім'ї вважали мертвими, поки через деякий час вони не повернулися до Глазерхау.
Серед вцілілих і, таким чином, свідків розправи був пастор монсеньйор Йозеф Песс, який впав одразу після відкриття вогню, удав з себе мертвого і вижив із помірними вогнепальними пораненнями, лежачи серед загиблих. Він пережив повоєнну депортацію і згодом став деканом у Вюртембергу.
Різанина у Глазергау, ймовірно, була б масштабнішою, якби не традиційний виїзд чоловіків з села на сезонну працю в Австрії з весни до осені. У Глазергау тоді налічувалося 4500 жителів, з яких близько 2600 були німцями.

## Подібні події
Бійня в Ґлазергау — найбільш відома з кількох подібних злочинів проти карпатських німців з кінця серпня по кінець вересня 1944 р. Подібні різанини відбулися також у містечках Вельке-Поле / Гохвіс та Пауліш (разом 85 загиблих), Ружомберок / Розенберг ім Ваагталь (27 серпня 1944, 146 загиблих), Банська Штявниця / Шемніц, Банська Бистриця / Нойзоль, Гандлова / Крікергау (понад 80 загиблих), Нітрянське Правно (тоді Немецке Правно або Дойч-Пробен, 30 загиблих), табір Склабіна (130 смертей), у Дойч-Ліпші (32 загиблі), Куншау (69 мертвих) та інших місцях. Загалом було заявлено про понад 600 загиблих. Ци вбивства стали прелюдією до втечі карпатських німців зі Словаччини.

## Дослідження
Після виникнення Другої Словацької Республіки словацькі правозахисники, зокрема Йозеф Стріц, прагнули з'ясувати правду про масові вбивства. З 1994 року на місці розправи зведено меморіал. В архіві Музею Словацького національного повстання в Банській Бистриці (колишній Нойзоль) були зафіксовані заяви шести вбивць про їхню діяльність та отримані ними команди протягом усього періоду повстання. Наприкінці 1990-х було розпочато поліцейське розслідування, але воно було припинено без суду, оскільки головний звинувачуваний Леонід Славкін помер ще у 1971 році.